# Halid Ziya Uşaklıgil
Halid Ziya Uşaklıgil, né le 12 février 1865 et mort le 27 mars 1945, est un écrivain ottoman et turc.

## Romans
- Nemide (1889)
- Bir Ölünün Defteri (1889)
- Ferdi ve Şürekâsı (1894)
- Mai ve Siyah (1897)
- Aşk-ı Memnu (1900)
- Kırık Hayatlar (1923)